# Pedernales (República Dominicana)
Pedernales é a capital da província homônima, na República Dominicana.
Sua população estimada em 2012 era de 27 955 habitantes.

## Parques nacionais
- Parque Nacional Jaragua
- Parque Nacional Sierra de Bahoruco

Estes dois parques, junto com o lago Enriquillo e zonas adjacentes do município de Pedernales, formam a primeira reserva da biosfera no país.

## Fontes

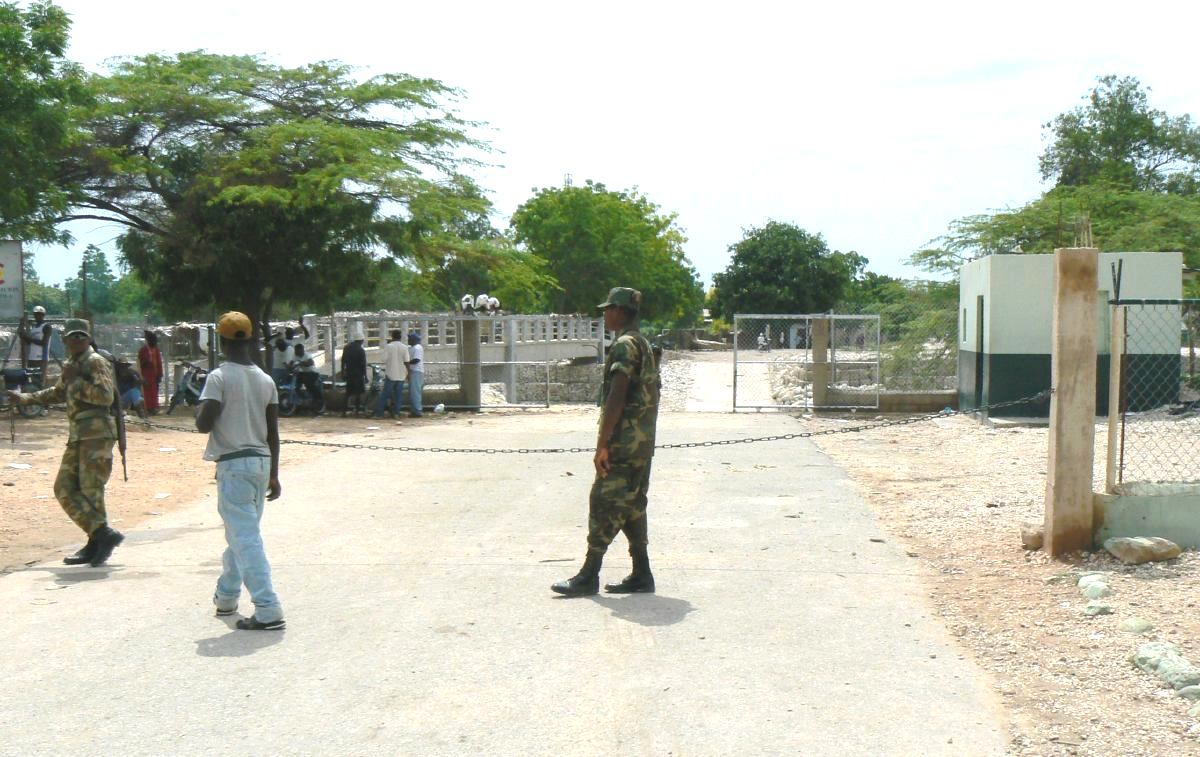
Fronteira entre o Haiti e a República Dominicana, vista do lado D.R., maio de 2007.